# Operación Cybersnare
Operación Cybersnare fue una operación del Servicio Secreto de los Estados Unidos en 1995 que tenía como objetivo la captura de hackers informáticos.
En enero de 1995, el Servicio Secreto instaló un sistema de tablón de anuncios en Bergen Condado, New Jersey. Esta era la primera operación encubierta en Internet de su tipo. Con la ayuda de un informante encubierto,  anunciaron el tablón de anuncios a través de Internet. Los temas de discusión eran la clonación de teléfonos móviles y el acceso no autorizado a ordenadores.
En septiembre de ese mismo año, doce redadas a lo largo del país resultaron en el arresto de seis hackers. De acuerdo a la prensa, los detenidos fueron: 
- Richard Lacap, de Katy, Texas, bajo el alias "Chillin" y Kevin Watkins, de Houston, Texas, bajo el alias "Led". Lacap y Watkins fueron acusados por conspirar para romper el sistema informático de una compañía telefónica de Oregón.
- Jeremy Cushing, de Huntington Playa, California, bajo el alias "Bits de Alfa", fue acusado por tráfico de equipo telefónico clonado y dispositivos de acceso robados que fueron utilizados para programar dispositivos telefónicos móviles.
- Frank Natoli, de Brooklyn, Nueva York, utilizó el alias "Mmind". Fue acusado por tráfico de dispositivos de acceso robados empleados para programar dispositivos telefónicos móviles.
- Al Bradford, de Detroit, Míchigan, bajo el alias "Cellfone", fue acusado por tráfico de dispositivos de acceso no autorizados empleados para programar dispositivos telefónicos móviles.
- Michael Clarkson, de Brooklyn, Nueva York, bajo el alias "Barcode", fue acusado por posesión y tráfico de hardware empleado para obtener acceso no autorizado a servicios de telecomunicaciones.